# Scotts Landing
Scotts Landing, aussi appelé Mahurangi East, est un village rural situé dans la région d’Auckland dans l’Île du Nord de la Nouvelle-Zélande.

## Situation
Il est localisé à l’extrémité d’une étroite péninsule sur la côte est du port de Mahurangi (en). Algies Bay est située au nord.

## Histoire
L'île Casnell (en) (Motu Maunganui), accessible à partir de Scotts Landing à marée basse par une chaussée, était le site d’un pā Maori au XVIe siècle.
En 1852, la propriété Scott fut construite ici mais brûla peu après.
Elle fut remplacée par une nouvelle maison en style géorgienne, construite en 1877,,.

## Installations
parc régional de Mahurangi (en) au niveau de Scott Point.
Burton Wells Scenic Reserve est un parc nommé d’après un géomètre local. 

## Démographie

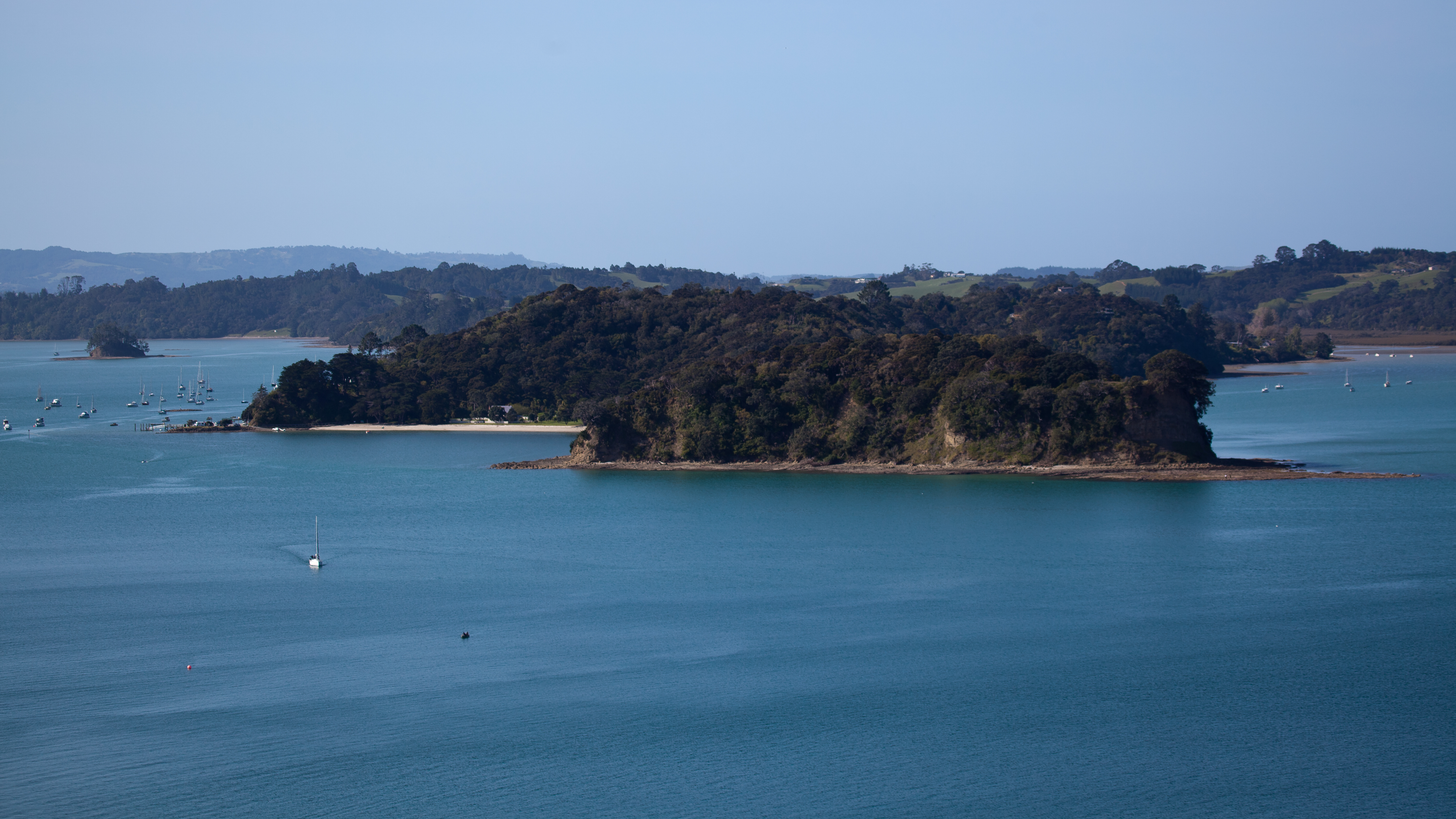
Casnell Island, avec Scotts Landing visible derrière vers la gauche

Statistics New Zealand décrit Scotts Landing-Mahurangi East comme un village rural, qui couvre la surface de 2,56 km2 et a une population estimée de 180 habitants en juin 2024 avec une densité de population de 70 personne par km2. Scotts Landing-Mahurangi East est une partie du secteur plus large de la zone statistique d’Algies Bay-Scotts Landing.
Scotts Landing-Mahurangi East avait une population de 177 habitants lors du recensement néo-zélandais de 2018, en diminution de 18 personnes (−9,2 %) depuis le recensement néo-zélandais de 2013, et une augmentation de 12 personnes (7,3 %) depuis le recensment de 2006 en Nouvelle-Zélande. Il y avait 87 logements comprenant 90 hommes et 87 femmes, donnant un sexe-ratio de 1,03 homme pour une femme, avec 12 personnes (6,8 %) âgées de moins de 15 ans, 12 personnes (6,8 %) âgées de 15 à 29 ans , 69 personnes (39,0 %) âgées de 30 à 64 ans et 84 personnes (47,5 %) âgées de 65 ans ou plus.
L’ethnicité était pour 10 % européens/Pākehā, 6,8 % Māori, et 1,7 % d’une autre ethnicité. Les personnes peuvent s’identifier avec plus d’une ethnicité en fonction de leur parenté.
Bien que certaines personnes choisissent de ne pas répondre à la question du recensement concernant leur affiliation religieuse, 55,9 % n’ont aucune religion, 30,5 % sont chrétiens et 3,4 % sont bouddhistes.
Parmi ceux d’au moins 15 ans d’âge, 60 personnes (36,4 %) ont une licence ou un degré universitaire supérieur et 15 personnes (9,1 %) n’ont aucune qualification formelle. 
39 personnes (23,6 %) gagnent plus de 70 000 $ comparé avec les 17,2 % au niveau national. 
Le statut d’emploi de ceux d’au moins 15 ans d’âge était pour 42 personnes (25,5 %) un emploi à plein temps, 36 personnes (21,8 %) un temps partiel et 3 personnes (1,8 %) sont sans emploi.

## Éducation
L’école de Mahurangi Heads fonctionna à partir de 1869. Elle ferma en 1920 ou 1930, mais le bâtiment de l’école était toujours debout vers 1941.